# Alamogordo
Alamogordo je město v americkém státě Nové Mexiko. Má přibližně 30 000 obyvatel a je správním centrem okresu Otero County. Bylo založeno v roce 1898 staviteli železnice El Paso and Northeastern Railway a od roku 1912 má vlastní samosprávu. Název znamená ve španělštině „tlustý topol“.
Alamogordo leží na severním okraji Čivavské pouště na úpatí pohoří Sacramento Mountains. Má aridní podnebí s letními teplotami přesahujícími 30 °C. V okolí se pěstuje řečík pistáciový a byla zde odhalena desetimetrová betonová socha pistáciového oříšku. Nedaleko se nachází rezervace White Sands National Park. Ve městě sídlí Alameda Park Zoo, zabývající se odchovem ohroženého vlka mexického.
Nedaleko města proběhl 16. července 1945 první test jaderné zbraně v historii, nazvaný Trinity. Jihozápadně od Alamogorda byla v roce 1942 založena Hollomanova letecká základna. K atrakcím města patří muzeum kosmického výzkumu a skalní kresby domorodých Meskalerů v lokalitě Three Rivers. Byl zde umístěn jeden z kampusů New Mexico State University.
V roce 2001 v Alamogordu příslušníci církve Christ Community Church veřejně pálili knihy o Harrym Potterovi pro údajnou propagaci černé magie.
Město má profesionální baseballový tým White Sands Pupfish.
Narodil se zde fyzik Edward Condon (1902–1974).